# Condado de Forest (Pensilvania)
El condado de Forest (en inglés: Forest County) fundado en 1848 es uno de los 67 condados en el estado estadounidense de Pensilvania. En el 2000 el condado tenía una población de 4946 habitantes en una densidad poblacional de 4 personas por km². La sede del condado es Tionesta.

## Geografía
Según la Oficina del Censo, el condado tiene un área total de 1116 km² (430,9 mi²), de la cual 1109 km² (428,2 mi²) es tierra y 8 km² (3,1 mi²) (0.76%) es agua.

### Condados
- Condado de Warren (norte)
- Condado de McKean (noreste)
- Condado de Elk (este)
- Condado de Jefferson (sur)
- Condado de Clarion (sur)
- Condado de Venango (oeste)

## Demografía
Según el censo de 2000, había 4,946 personas, 2,000 hogares y 1,328 familias residiendo en la localidad. La densidad de población era de 4 hab./km². Había 8,701 viviendas con una densidad media de 8 viviendas/km². El 95.94% de los habitantes eran blancos, el 2.22% afroamericanos, el 0.40% amerindios, el 0.14% asiáticos, el 0.00% isleños del Pacífico, el 0.69% de otras razas y el 0.61% pertenecía a dos o más razas. El 1.21% de la población eran hispanos o latinos de cualquier raza.

## Historia
El Condado de Forest fue creado el 11 de abril de 1848, a partir de una parte del Condado de Jefferson. El condado se amplió el 31 de octubre de 1866, cuando una parte del Condado de Venango se incorporó al condado. El Condado de Forest recibió su nombre por los bosques que contenía dentro de sus límites.

## Localidades

### Boroughs
- Tionesta

### Municipios
| - Municipio de Barnett - Municipio de Green - Municipio de Harmony - Municipio de Hickory | - Municipio de Howe - Municipio de Jenks - Municipio de Kingsley - Municipio de Tionesta |

### Áreas no incorporadas
- Endeavor
- Marienville